# 12627 Maryedwards
A 12627 Maryedwards (ideiglenes jelöléssel 1230 T-1) a Naprendszer kisbolygóövében található aszteroida. Cornelis Johannes van Houten,  Ingrid van Houten-Groeneveld és Tom Gehrels fedezte fel 1971. március 25-én.